# 石生海桐
石生海桐（学名：Pittosporum saxicola）为海桐花科海桐花属下的一个种。

## 扩展阅读
- 維基物種上的相關：石生海桐